# 梅西镇
梅西镇是中国广东省梅州市梅县区下辖的一个镇，位于梅县区西北部，距梅州市区46公里，总面积约92.7平方公里，下辖17个行政村和2个居民委员会，常住居民人口2.9万人。梅西镇是周围城镇边贸交流重镇，现有车子排、龙虎2个圩场，2002年全镇工农业总产值2.9亿元。

## 行政区划
- 居民委员会：车子排居民委员会、龙虎居民委员会
- 村落：均田村、石篆村、盛塘村、宜塘村、三益村、龙虎村、白面村、罗墩村、龙增村、幸福村、田福村、柱坑村、石赖村、丰田村、崇化村、永福村、车子排村